# Bulqiza
Bulqiza (alb. Bulqiza, Bulqizë; maked. Bulčica, ćiril. Булчица), grad u istočnoj Albaniji s 10.475 stanovnika prema popisu iz 2001. godine. Glavni je grad Bulqiskog distrikta koji je dio Dibrskog okruga.